# 多姆內什蒂鄉
44°24′N 25°55′E / 44.400°N 25.917°E
多姆內什蒂鄉（羅馬尼亞語：Comuna Domnești, Ilfov），是羅馬尼亞的鄉份，位於該國南部，由伊爾福夫縣負責管轄，面積37平方公里，海拔高度86米，2007年人口5,910，人口密度每平方公里160人。